# Tillandsia deppeana
Tillandsia deppeana là một loài thuộc chi Tillandsia. Đây là loài đặc hữu của México.

## Giống
- Tillandsia 'Mayan Torch'
- Tillandsia 'Sentry'
- Tillandsia 'Wildfire'
- xVrieslandsia 'Inca Chief'
- xVrieslandsia 'Mayan Chief'
- xVrieslandsia 'Nedra'
- xVrieslandsia 'Stargazer'